# Iglesia de Santa María (Haret el-Rum)
La Iglesia copta ortodoxa de Santa María en Haret el-Rum (copto: ϯⲉⲕⲕⲗⲏⲥⲓⲁ ⲛϯⲑⲉⲟⲇⲟⲕⲟⲥ ⲉⲑⲩ ⲙⲁⲣⲓⲁ ⲛϯⲣⲁⲃⲏ ⲛⲣⲱⲙⲉⲟⲥ, lit.  'La Iglesia de la Santísima Madre de Dios, en el Barrio Romano') o la Iglesia de la Virgen del Socorro (en árabe: كنيسة العذراء المغيثة‎, romanizado: Kanīsat al-ʿAdhrāʾ al-Mughītha) es un iglesia copta ortodoxa ubicada en al-Ghūrīya, en El Cairo, cerca del Convento de San Teodoro.
Entre 1660 y 1800, la iglesia fue la sede del Papa de la Iglesia copta ortodoxa de Alejandría. En 1660, el papa copto Mateo IV de Alejandría trasladó la sede desde la Iglesia de la Virgen María en Ḥaret Zuweila a Ḥaret al-Rum, donde permaneció hasta 1800, cuando el papa Marcos VIII de Alejandría trasladó la sede patriarcal a la Catedral copta ortodoxa de San Marcos, en Al-Azbakeya.

## Importancia
La Iglesia de Santa María devino un lugar de gran importancia al convertirse en el centro de la Iglesia Copta. Varios papas coptos están enterrados en ella.

## Historia
La iglesia fue reconstruida varias veces y ampliamente renovada en 1794 por Ibrahim El-Gohari. Se vio dañada por un incendio durante el reinado del papa Marcos VIII de Alejandría (1797-1809), pero fue restaurada y reconstruida.